# Kręciszek

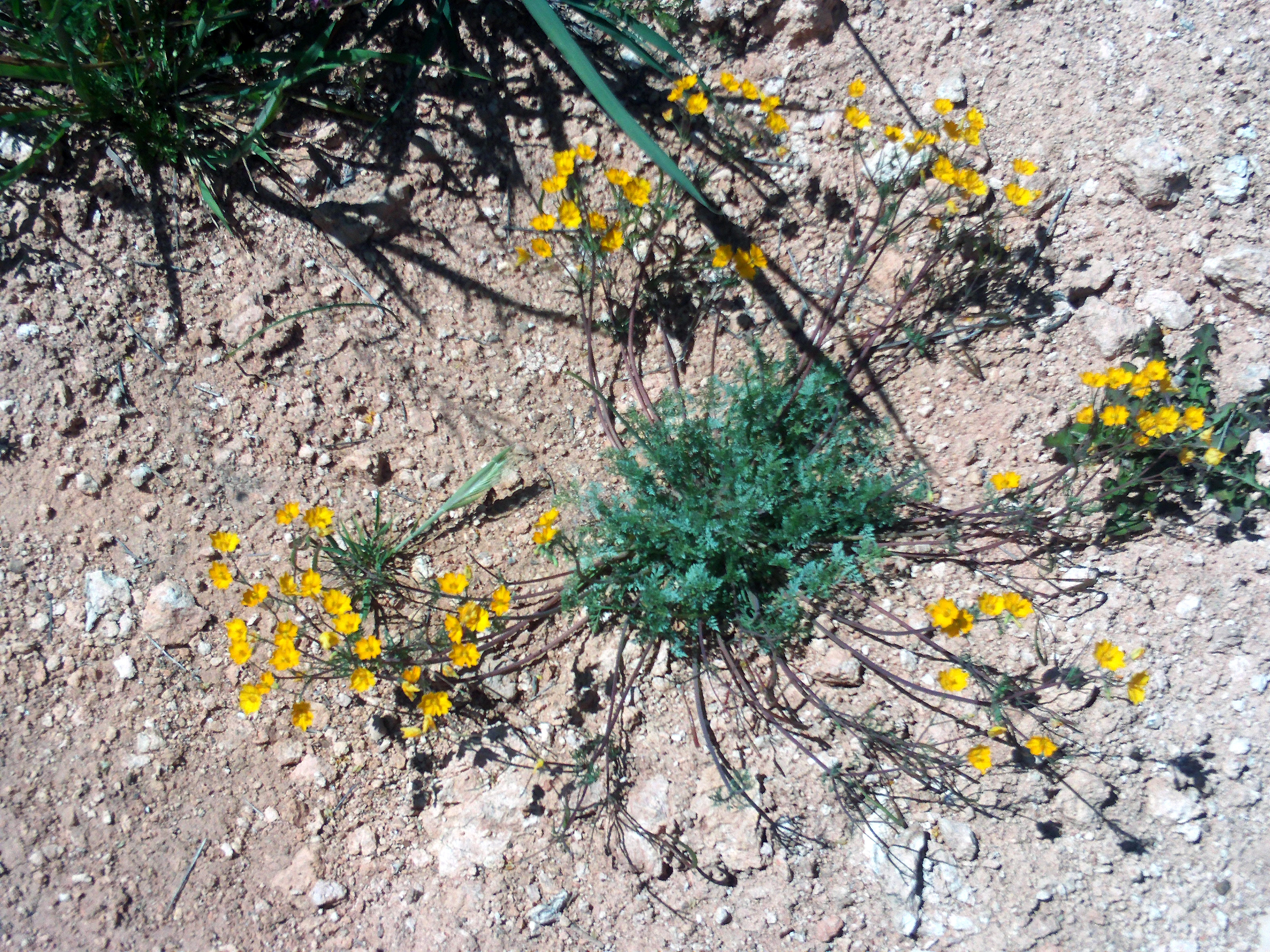
Pokrój kręciszka płożącego

Kręciszek (Hypecoum) – rodzaj roślin z rodziny makowatych. Obejmuje 16–18 gatunków występujących na obszarze śródziemnomorskim i dalej na wschód poprzez centralną Azję do Chin.

## Morfologia
Rośliny jednoroczne niskie, zwykle sine, nagie. Liście skupione w rozetę przyziemną o zarysie lancetowatym lub wąsko jajowatym, z blaszką silnie podzieloną na wąskie łatki. Kwiaty skupione w rozpierzchłych, wiechowatych kwiatostanach wyrastających z różyczek liściowych. Kwiaty mają dwie płaszczyzny symetrii. Dwie działki kielicha zielone z błoniastym obrębieniem. Płatki korony żółte lub białe, często czerwono nabiegłe i punktowane. Płatki okółka zewnętrznego rozpostarte płasko, całobrzegie lub płytko podzielone na trzy łatki. Płatki okółka wewnętrznego głęboko podzielone na trzy łatki. Łatka środkowa jest pochwowato zwinięta i prosto wzniesiona, na końcu postrzępiona. Pręciki 4 ze spłaszczonymi nitkami i miodnikami u podstawy. Słupek zakończony rozwidlonym znamieniem. Owoc równowąski, z licznymi nasionami ułożonymi w jednym rzędzie. 

## Systematyka
Pozycja systematyczna według Angiosperm Phylogeny Website (aktualizowany system APG IV z 2016)
Rodzaj z plemienia Hypecoeae, podrodziny Fumarioideae, rodziny makowatych Papaveraceae zaliczanej do rzędu jaskrowców (Ranunculales) i wraz z nim do okrytonasiennych.
Wykaz gatunków
- Hypecoum aegyptiacum (Forssk.) Asch. & Schweinf.
- Hypecoum aequilobum Viv.
- Hypecoum angustilobum Å.E.Dahl
- Hypecoum dimidiatum Delile
- Hypecoum duriaei Pomel
- Hypecoum erectum L.
- Hypecoum imberbe Sm.
- Hypecoum lactiflorum (Kar. & Kir.) Pazij
- Hypecoum leptocarpum Hook.f. & Thomson – kręciszek drobnoowockowy[7]
- Hypecoum littorale Wulfen
- Hypecoum pendulum L. – kręciszek zwisły[8]
- Hypecoum procumbens L. – kręciszek rozesłany[7], k. rozesłany[8]
- Hypecoum pseudograndiflorum Petrovic
- Hypecoum torulosum Å.E.Dahl
- Hypecoum trullatum Å.E.Dahl
- Hypecoum zhukanum Lidén